# David Reyes
David Andrés Reyes Ferrada (* 17. Januar 1985 in San Antonio) ist ein ehemaliger chilenischer Fußballtorwart.

## Karriere

### Verein
David Reyes wechselte in die Jugend des CSD Colo-Colo, nachdem er als 13-Jähriger in der U-15-Auswahl der Stadt San Antonio an einem nationalen Turnier teilgenommen hatte. Der damalige Trainer der Santiago Wanderers, Oscar Gallardo, der schon Spieler wie David Pizarro oder Reinaldo Navia herausbrachte, überzeugte den jungen Torwart von einem Wechsel nach Valparaíso. Bei den Wanderers trainierte er in der ersten Mannschaft, wurde aber auch nicht nach einer Leihe trotz guter Leistungen Stammtorwart. So hielt er beispielsweise 208 in der Copa Chile drei Strafstöße gegen Audax Italiano.
2009 absolvierte David Reyes 43 der 44 möglichen Ligaspiele in der Primera B, in der die Wanderers spielten. Reyes war eine der Säulen des Aufstiegsteams mit nur 33 Gegentoren. Durch Verletzungen verlor er allerdings seinen Stammplatz wieder und wurde zunächst an Coquimbo Unido und anschließend an Deportes Temuco verliehen. 2015 wechselte Reyes zu San Luis de Quillota. 2017 ging er in seine Heimatstadt zu San Antonio Unido und beendete dort 2021 seine Karriere.

### Nationalmannschaft
David Reyes spielte in der U-20 Chiles, wo er 2005 in einem Vorbereitungsspiel zur Junioren-Weltmeisterschaft in den Niederlanden auflief.